# سید فرضی
سید فرضی یکی از مشاهیر وباطن داران یارسان به شمار می‌آید که در سنه ۱۱۰۰ تا ۱۱۷۰ هجری قمری و معاصر با حکومت نادر شاه افشار می‌زیسته و ساکن در دهستان قزوینه از توابع شهرستان کنگاور واقع در استان کرمانشاه بوده‌است.
از نظر یارسان این حضرت دارای مقام ذات مهمان بوده وبا هفتن از یاران معصومش به نامهای شیخ امیر زوله‌ای، سلیم، سید عابدین، قربانعلی، نادر ویس، سید جوزی، خاتون زرین هریک به باطن داری و کشف و کرامات مشغول بوده‌اند.

## زیارتگاه
در حال حاضر بارگاه سیدفرضی و شیخ امیر در روستای قزوینه در شهرستان کنگاور قرار دارد و یکی از زیارتگاه‌های مردم یارسان به شمار می‌رود.نادرشاه افشار در حرکتش برای جنگ باعثمانی با بزرگان مناطق کردنشین متحد شد ازجمله پس ازفهمیدن اینکه سیدفرضی ازحاصان حق بشمار میرود وهمچنین دارای نفوذ در منطقه است از باطن سیدفرضی همت خواسته و سیدفرضی نیز به درخواست نادرشاه پاسخ مثبت داده و تعدادی از جنگاوران و تیزپایان منطقه را همراه ایشان به جنگ با عثمانی گسیل داشتند.نادرشاه به پاسداشت پیروزی درجنگ عثمانی سند زمینهای اطراف را به سیدفرضی هدیه دادند.هنوز این منطقه در محاورات عامیانه به منطقه بان اوشار(بان افشار= بلندی های افشار) نامیده میشود.هنوز محل شکوفایی و به اشراق ونور رسیدن این بزرگواران که منجر به واگویه نمودن مجموعه کلاماتی بامفاهیم والای اخلاقی وعرفانی وانسانی در روستای قزوینه در منزل مسکونی سیدفرضی در محلی به نام محلی ماله بویچکله؛ محل عبادات وریاضات عابدان،زاهدان، دراویش سلک معنا،سالکان طریق و عاشقان راه حق است.